# Mikołaj Głogowski
Mikołaj Głogowski herbu Grzymała (zm. w 1676 roku) – kasztelan radomski w latach 1666–1676, cześnik nowogrodzkosiewierski w 1636 roku.
W 1648 roku był elektorem Jana II Kazimierza Wazy z województwa czernihowskiego i powiatu nowogrodzkosiewierskiego. Poseł na sejm 1662 roku z województwa czernihowskiego. Na sejmie abdykacyjnym 16 września 1668 roku podpisał akt potwierdzający abdykację Jana II Kazimierza Wazy.